# François Caradec
François Caradec (Quimper, 18 giugno 1924 – Parigi, 13 novembre 2008) è stato uno scrittore, biografo e fumettista francese.
Membro dell'OuLiPo, Reggente del Collegio di Patafisica, autore di importanti biografie, come quelle su Lautréamont, Alfred Jarry, Raymond Roussel, Alphonse Allais, Henry Gauthier-Villars e Jane Avril, François Caradec era fra i massimi esperti francesi di fumetti ed egli stesso pubblicò dei "fumetti in prosa": Nous deux mon chien, La Compagnie des Zincs, Le Porc, le coq et le serpent e Catalogue d'autographes rares et curieux.
Nel 1964 curò con Noël Arnaud l'Encyclopédie des farces et attrapes, lavorò alla stesura di un dizionario uscito nel 1977, e  nel 1992 partecipò alla creazione della sezione di fumetti dell'Oulipo: l'Ouvroir de Bande dessinée Potentielle (OuBaPo).
Fu anche uno dei protagonisti della trasmissione radiofonica Des Papous dans la tête di France Culture insieme agli altri membri dell'OuLiPo Jacques Jouet, Paul Fournel e Hervé Le Tellier.

## Opere
- La Vie exemplaire de la femme à barbe, scritto con Jean Nohain, éditions La jeune Parque, Paris, 1969
- Le Cadeau, un racconto di François Caradec, Balland, 1973.
- Le Café-Concert, scritto con Alain Weill, Hachette, 1980.
- Calembour, Éditions du Fourneau, 1983.
- Craquements (doux), Plurielle, Les guère épais, 1997.
- Le Pétomane, scritto con  Jean Nohain, J.-J. Pauvert, 1965; edizione aggiornata, Mazarin, 2000.
- La fable express. D’Alphonse Allais à Boris Vian, scritto con Claude Gagnière, Cherche midi, Paris 2002, ISBN 2-86274-975-3.
- La Café Concert, 1848-1914, scritto con Alain Weill, Fayard, Paris, 2007.
- Le Doigt coupé de la rue du Bison, Fayard Noir, 2008.

### Fumetti
- I primi eroi, Redazione della Casa  Editrice Garzanti sotto la direzione di Fr.Caradec, presentazione di René Clair dell'Accademia di Francia, Garzanti, Milano 1962
- Nous deux mon chien: portrait d'artiste, Pierre Horay, 1983.
- La Compagnie des zincs, scritto con Robert Doisneau, Ramsay, 1986, riedito da Seghers, 1991.
- Le Porc, le Coq et le Serpent, Maurice Nadeau, 1999. (Una selezione è uscita su « Craquements doux » nel 1997).
- Entrez donc, je vous attendais, Fayard, Paris, 2009.

### Saggistica
- Encyclopédie des farces et attrapes, a cura di Caradec e di  Noël Arnaud, Parigi, Jean-Jacques Pauvert, 1964
- Littérature illettrée ou la littérature à la lettre, scritto con Noël Arnaud, in Revue Bizarre, n. 32, 1964
- Trésors du rire, Pierre Horay, 1970
- Trésors du pastiche, Pierre Horay, 1971
- Guide de Versailles mystérieux, scritto con Jean-Robert Masson, Presses Pocket, 1975.
- Guide du Val-de-Loire mystérieux, scritto con Jean-Robert Masson, Presses Pocket, 1975.
- Histoire de la littérature enfantine en France, Albin Michel, 1977.
- La Farce et le sacré : fêtes et farceurs, mythes et mystificateurs, Casterman, 1977.
- Dictionnaire du français argotique et populaire, Larousse, 1977; riedito con il titolo N'ayons pas peur des mots, 1988.
- Petite encyclopédie du dessin drôle en France, Le Cherche-Midi Éditeur, 1985.
- Guide de Paris mystérieux, scritto con Jean-Robert Masson, Tchou, 1988.
- Catalogue d'autographes rares et curieux, Éditions du Limon, 1998.
- Dictionnaire du Français argotique, nuova edizione rivista, Larousse, 2000.
- Dictionnaire des gestes. Attitudes et mouvements expressifs en usage dans le monde entier, Fayard, 2005.
- Gustave Flaubert en verve: mots, propos et aphorismes , scelta a cura di Caradec, Horay, 2009. ISBN 2705803432
- I Primi Eroi, prefazione di René Clair, Garzanti, 1962.

#### Biografie
- Vie de Raymond Roussel: 1877- 1933, Jean-Jacques Pauvert, 1972
- Isidore Ducasse, comte de Lautréamont, scritto con Albano Rodriguez, La Table Ronde, 1970; édition revue et augmentée, Idées-Gallimard, 1975.
- À la recherche d'Alfred Jarry, Seghers, 1974.
- Christophe, le génial auteur d'immortels chefs-d'œuvre: le Sapeur Camember, la Famille Fenouillard, le Savant Cosinus, Pierre Horay, 1981.
- Feu Willy : avec et sans Colette, Carrère-Lafon, 1984.
- Raymond Roussel 1877-1933: biographie d'un écrivain excentrique et génial, Fayard, 1997.
- Alphonse Allais, Belfond, réédité par Fayard en 1997.
- Paul Allais, Œuvres complètes, tiratura limitata a 70 (fuori catalogo), 1999.
- Jane Avril, Au moulin rouge avec Toulouse-Lautrec, Fayard, 2001.
- Willy, le père des Claudine, Fayard, 2004.

### Opere collettive
- Nombreux volumes de La Bibliothèque oulipienne, Seghers e Le Castor Astral.
- Les Papous dans la tête, l'anthologie, a cura di Bertrand Jérôme e Françoise Treussard, Gallimard, 2007
- Le Dictionnaire des Papous dans la tête, a cura di Françoise Treussard, Gallimard, 2007